# Euagrotis tepperi
Euagrotis tepperi är en fjärilsart som beskrevs av Smith 1887. Euagrotis tepperi ingår i släktet Euagrotis och familjen nattflyn. Inga underarter finns listade i Catalogue of Life.